# Villejuif - Léo Lagrange (metrostation)
Villejuif – Léo Lagrange er en metrostation i kommunen Villejuif i Paris og ligger på metrolinje 7's sydlige sidelinje mod Villejuif - Louis Aragon. Den blev åbnet 28. februar 1985.
Væggene på metrostationen er dekoreret med fotografier, anekdoter, rekorder osv. til minde om de største atleter i sportshistorien.
Stationen er opkaldt efter den socialistiske advokat Léo Lagrange (1900-1940).

## Trafikforbindelser
- Bus:  RATP  .
- Noctilien, STIF, RATP og Transiliens parisiske natbusnet:   .